# Adventure Comics
Adventure Comics és una sèrie nord-americana de comic books publicada per DC Comics del 1938 al 1983 i que va revifar del 2009 al 2011. En la seva primera etapa, es van publicar 503 números de la sèrie (472 des que van canviar el títol de New Adventure Comics), convertint-lo en la cinquena sèrie més llarga de DC, per darrere de Detective Comics, Action Comics, Superman i Batman. La sèrie es va revifar el 2009 mitjançant un nou número "# 1" de l'artista Clayton Henry i l'escriptor Geoff Johns. Va tornar a la seva numeració original amb el número 516 (setembre de 2010). La sèrie va acabar finalment amb el número 529 (octubre de 2011) abans d'una revisió a tota la companyia de la línia de còmics de superherois de DC, coneguda com The New 52 (els nou 52).

## Història de les publicacions
Adventure Comics va començar la seva etapa de prop de 50 anys al amb data de portada desembre de 1935 amb el títol New Comics, el que era només la segona sèrie de còmics publicada per National Allied Publications, l'actual DC Comics. La sèrie va ser retitulada com New Adventure Comics amb el seu número 12 el gener de 1937. El número 32 (novembre de 1938) va tornar a canviar el títol per Adventure Comics, que es mantindria com el nom del comic durant la resta de la seva existència.
Originalment una sèrie d'humor, va evolucionar cap a una sèrie seriosa d'aventures. En el número 12, mentre que la sèrie es va retitular breument com New Adventure Comics, Joe Shuster i Jerry Siegel van introduir la primera versió del personatge Jor-El com a detectiu de ciència-ficció; el personatge es convertiria finalment en el pare alienígena de Superman, tot i que la primera història de Superman, a Action Comics # 1, no apareixeria fins més d'un any després de la primera aparició de Jor-El. El focus de la sèrie passà gradualment a les històries de superherois a partir del debut de Sandman al número 40. Altres superherois que van aparèixer en els primers dies d'Adventure van incloure Hourman (del # 48 al # 83); Starman creat per l'escriptor Gardner Fox i l'artista Jack Burnley en el número 61 (abril de 1941) (# 61-102); i Manhunter de Joe Simon i Jack Kirby substituint un investigador adequat per a negocis de nom similar des del número 73 (abril de 1942) fins al número 92.
Un número fonamental de la sèrie va ser el número 103 (abril de 1946), quan Superboy, Green Arrow, Johnny Quick i Aquaman es van traslladar a la sèrie de la seva llar anterior a More Fun Comics, que es va convertir en un format d'humor. Les sèries de Starman i Sandman es van cancel·lar per deixar lloc a les noves presentacions, mentre Genius Jones es va traslladar al còmic que els nouvinguts acabaven de desocupar. Superboy es convertiria en el protagonista del còmic, apareixent a cada portada de 1969 (comptant les de Superman de les portades dels números # 354–355). La popularitat de Superboy a Adventure va provocar que el personatge rebés el seu propi títol el 1949, quan els títols de superherois en general van perdre popularitat. Krypto el Supergos va debutar al número 210 (març de 1955) en una història d' Otto Binder i Curt Swan.
A la publicació núm. 247 (abril de 1958), de Otto Binder i l'artista Al Plastino, Superboy va conèixer la Legion of Super-Heroes, un equip de adolescents super-poderosos del futur. El grup es va fer popular, i substituiria la sèrie de "Tales of the Bizarro World" a Aventure a partir del número 300, i aviat seria promogut com sèrie principal. Lightning Lad, un dels membres fundadors de la Legió, va ser assassinat al Adventure Comics # 304 (gener de 1963) i va reviure al número 312. El número 260 de maig de 1959 va veure la primera aparició en l'edat de plata d'Aquaman. A Adventure Comics # 346 (juliol de 1966), Jim Shooter, de 14 anys en aquell moment, va escriure la seva primera història de la Legion. Shooter va escriure la història en què Ferro Lad moria -la primera mort "real" d'un membre de la Legion (tot i que Lightning Lad s'havia cregut mort un temps abans) i va presentar els Fatal Five. El serial de la Legion va durar fins al número 380. Amb el següent número, Supergirl va migrar de sèrie secundària a Action Comics a principal a Adventure i va funcionar fins al número 424. La sèrie va arribar al seu número 400 el desembre de 1970 i va presentar una història de Supergirl escrita i dibuixada per Mike Sekowsky.
A partir del número 425 (desembre de 1972), el tema del llibre va canviar d’aventura de superherois a aventura fantàstica/sobrenatural. En aquest número va debutar una nova sèrie principal i tres històries que no eren serialitzades, la saga pirata "Captain Fear". El següent número va afegir una sèrie de semi-antologia, "The Adventurers 'Club". Aviat, l'editor Joe Orlando va provar herois costumistes tenyits de terror com l’Black Orchid (orquídia negra), i després Spectre. Poc després, els superherois convencionals van tornar al llibre, començant per darrere de Spectre, primer una sèrie de tres números d'Aquaman (números # 435–437, un primerenc encàrrec a Mike Grell) i després un recent dibuixat guió de Seven Soldiers of Victory (números #438–443). Aquaman va ser promogut al capdavant (núm. Núm. 441–452) i, com complement va tenir serials de tres parts amb el Creeper (#445-447), el Martian Manhunter (#449-451). Aquaman va passar a protagonitzar el seu propi títol i Superboy (# 453–458) va tornar a prendre el protagonisme d’Aventure amb Aqualad (# 453–455) i Eclipso (# 457–458) com complements. A continuació, es va publicar un llibre de mida gegant en format Dollar Comic (núm. Núm. 459–466), incloent sèries com la resolució de Return of the New Gods (cancel·lada entre juliol i agost de 1978), "Deadman", i la " Justice Society of America".
| Sèrie              | Sèrie            | Sèrie                               | Sèrie              | Sèrie                 | Sèrie                 |
| ------------------ | ---------------- | ----------------------------------- | ------------------ | --------------------- | --------------------- |
| The Flash #459–466 | Deadman #459–466 | Green Lantern #459–460              | Elongated Man #459 | Wonder Woman #459–464 | The New Gods #459–460 |
| The Flash #459–466 | Deadman #459–466 | Justice Society of America #461–466 | Aquaman #460–466   | -                     | -                     |

El format estàndard va tornar (núm. 467-478), dividit entre un nou Starman anomenat Prince Gavyn i Plastic Man. Amb un augment en el nombre de pàgines d’històries i art, els quatre últims números també van incloure una versió més d’Aquaman. Les tres es van deixar caure simultàniament per donar pas a una nova versió d'una antiga sèrie, "Dial H for Hero" (núm. Núm. 479-490). El número 490 (febrer de 1982) va cancel·lar el còmic. "Dial 'H' for Hero" es va traslladar a New Adventures of Superboy a partir del número #28 de la sèrie. Aviat va ser rescatat Adventure Comics. A partir del número de setembre es va reviure com a còmic de mida digest. Aquest format va durar des dels números # 491–503, amb la majoria d’històries d’aquest període reimpressions (amb la Legion of Super-Heroes, des del principi i per ordre cronològic, entre d'altres), i amb històries noves amb la Marvel Family i els Challengers of the Unknown, incloent-hi una nova recreació de cinc números del seu origen. El títol de llarga durada es va suspendre amb el número de setembre de 1983.

### 80-Page Giant
El 1998 es va llançar un Adventure Comics 80-Page Giant (gegant de 80 pàgines).

### Justice Society Returns
DC va publicar un Adventure Comics número 1 com a part de l'esdeveniment Justice Society Returns del 1999.

### Adventure Comics Special featuring the Guardian
Com a part de l'arc argumental "Superman: New Krypton" del 2008, es va publicar un número especial de Adventure Comics titulat Adventure Comics Special featuring the Guardian # 1 (data de portada de gener de 2009). Jimmy Olsen continua aprofundint en el misteri que envolta les salvaguardies del govern nord-americà contra la nova població kriptònica.

## Renaixement
La minisèrie de cinc números Final Crisis: Legion of 3 Worlds es va convertir en un nou volum d'Adventure Coòmics, presentat el reviscut Conner Kent/ Superboy i la Legion of Super-Heroes. L'equip creatiu principal format per Geoff Johns i Francis Manapul va debutar en una història de complement a Adventure Comics # 0 (abril de 2009). Una sèrie secundària protagonitzada per la Legion of Super-Heroes va ser coescrita amb Mike Shoemaker i dibuixada per Clayton Henry. El primer número del nou número de Adventure Comics es va publicar el 12 d’agost de 2009 i presenta una marca d'aigua marcant-la com a número 1 i # 504, continuant així la numeració original de la sèrie alhora amb la numeració del volum 2. Per a la versió de les portades variants, la numeració original era dominant a la portada mentre que el La numeració del vol. 2 apareixia a la marca d'aigua. L’índex del còmic també reflecteix aquesta doble numeració. El títol tornava oficialment al seu vol. 1 numerant amb el número 516 (portada de setembre de 2010), fins al número 529 quan finalment es va acabar abans del reinici de la companyia de The New 52.

### Sèrie principal

#### Superboy: The Boy of Steel
El títol Adventure Comics presenta Conner com el personatge principal dels primers sis números de l'arc de la història titulat "Superboy: The Boy of Steel" (el noi d'acer). Comença quan Conner s'instal·la a Smallville, Kansas. Tornant a viure amb Martha Kent, que està emocionada d’agafar el jove després de la mort del seu marit, Conner torna a Smallville High School i comença a guardar un diari de tot el que Superman ha fet com a heroi disfressat, repassant una llista de comprovació titulada, "Què va fer Superman?" Ell i el recentment retornat Bart Allen suposadament es reincorporaran als Teen Titans, i Conner simbolitza que l'equip torna a estar reunit de nou destruint la seva estàtua memorial fora de la Titans Tower West.

#### Superboy i la Legion of Super-Heroes
Després de l'etapa de Johns i Manapul, l'escriptor Paul Levitz es va fer càrrec de la sèrie. Va ser renumerada amb la seva numeració anterior i va destacar els anys de Clark Kent com Superboy, així com el passat de la Legion of Super-Heroes. A partir del número 523, la Legion Academy, de Levitz i Phil Jimenez, es va convertir en la sèrie principal.

### Sèries secundàries

#### Long Live the Legion (Llarga vida a la Legió)
The Legion of Super-Heroes va aparèixer com a segon serial als números # 504–514 abans de prendre el lloc com a protagonista en el número 515 (agost de 2010).

#### Atom
Després d'aquest es va produir el One-shot Brightest Day: Atom, escrit per Jeff Lemire amb art de Mahmud Asrar. El mateix equip havia de crear una història de deu parts "Atom" de deu pàgines a Adventure Comics, però DC va acabar totes les seves sèries secundàries i va reduir els seus títols a vint pàgines d'història. El número # 521 va ser l'últim número que va contenir Atom.

## Edicions de recopilacions
- Golden Age Sandman Archives Volume 1 – recopila històries d' Adventure Comics #40-57, 224 pàgines, gener de 2005, ISBN 978-1401201555[27]
- Golden Age Starman Archives
  - Volum 1 – recopila històries d' Adventure Comics #61–76, 224 pàgines, maig de 2000, ISBN 978-1563896224[28]
  - Volum 2 – recopila històries d' Adventure Comics #77–102, 272 pàgines, juliol de 2009, ISBN 978-1401222833[29]
- The Sandman by Kirby and Simon – recopila històries d' Adventure Comics #72–102, 304 pàgines, agost de 2009, ISBN 978-1401222994[30]
- The Adventures of Superboy – recopila històries d' Adventure Comics #103–121, 224 pàgines, agost de 2010, ISBN 978-1401227838[31]
- Legion of Super-Heroes Archives
  - Volum 1 – recopila històries d' Adventure Comics #247, 267, 282, 290, 293, 300–305, 255 pàgines, 1991, ISBN 978-1563890208[32]
  - Volum 2 – recopila històries d' Adventure Comics #306–317, 224 pàgines, 1992, ISBN 978-1563890574[33]
  - Volum 3 – recopila històries d' Adventure Comics #318–328, 224 pàgines, 1993, ISBN 978-1563891021[34]
  - Volum 4 – recopila històries d' Adventure Comics #329–339, 224 pàgines, 1994, ISBN 978-1563891236[35]
  - Volum 5 – recopila històries d' Adventure Comics #340–349, 224 pàgines, 1994, ISBN 978-1563891540[36]
  - Volum 6 – recopila històries d' Adventure Comics #350–358, 224 pàgines, 1996, ISBN 978-1563892776[37]
  - Volum 7 – recopila històries d' Adventure Comics #359–367, 240 pàgines, maig de 1998, ISBN 978-1563893988[38]
  - Volum 8 – recopila històries d' Adventure Comics #368–376, 240 pàgines, febrer de 1999, ISBN 978-1563894305[39]
  - Volum 9 – recopila històries d' Adventure Comics #377–380, 256 pàgines, novembre de 1999, ISBN 978-1563895142[40]
- Showcase Presents: Legion of Super-Heroes
  - Volum 1 – recopila històries d' Adventure Comics #247, 267, 282, 290, 293, 300–321, 552 pàgines, abril de 2007, ISBN 978-1401213824[41]
  - Volum 2 – recopila històries d' Adventure Comics #322–348, 528 pàgines, abril de 2008, ISBN 978-1401217242[42]
  - Volum 3 – recopila històries d' Adventure Comics #349–368, 552 pàgines, abril de 2009, ISBN 978-1401221850[43]
  - Volum 4 – recopila històries d' Adventure Comics #369–380, 528 pàgines, octubre de 2010, ISBN 978-1401229412[44]
- Legion of Super-Heroes: The Silver Age Omnibus
  - Volum 1 – recopila històries d' Adventure Comics #247, 267, 282, 290, 293, 300–328, 688 pàgines, 2017, ISBN 978-1401271022[45]
  - Volum 2 – recopila històries d' Adventure Comics #329-360, 680 pàgines, 2018, ISBN 978-1401280550[46]
- Showcase Presents: Green Arrow Volum 1 – recopila històries d' Adventure Comics #250–266, 528 pàgines, gener de 2006, ISBN 978-1401207854[47]
- Showcase Presents: Aquaman Volum 1 – recopila històries d' Adventure Comics #260–280, 282, 284, 544 pàgines, febrer de 2007, ISBN 978-1401212230[48]
- Superman: Tales of the Bizarro World – recopila històries d' Adventure Comics #293–299, 192 pàgines, setembre de 2000, ISBN 978-1563896248[49]
- DC Comics Classics Library: Legion of Super-Heroes: The Life and Death of Ferro Lad – recopila històries d' Adventure Comics #346–347, 352–355, 357, 128 pàgines, març de 2009, ISBN 978-1401221935[50]
- Black Canary Archives – recopila històries d' Adventure Comics #399, 418–419, 224 pàgines, desembre de 2000, ISBN 978-1563897344[51]
- Wrath of the Spectre – recopila històries d' Adventure Comics #431–440, 200 pàgines, juny de 2005, ISBN 978-1401204747[52]
- Showcase Presents: The Spectre – inclou històries d' Adventure Comics #431–440, 624 pàgines, maig de 2012, ISBN 978-1401234171[53]
- Justice Society Volum 2 – recopila històries d' Adventure Comics #461–466, 224 pàgines, febrer de 2007, ISBN 978-1401211943[54]
- Showcase Presents: All Star Comics – inclou històries d' Adventure Comics #461–466, 448 pàgines, setembre de 2011, ISBN 978-1401233037[55]
- The Steve Ditko Omnibus Volum 2 – inclou històries de Starman d' Adventure Comics #467–478, 384 pàgines, gener de 2012, ISBN 978-1401232351[56]
- DC Comics Presents: Legion of Super-Heroes #2 – recopila històries d' Adventure Comics vol. 2 #1–4, 100 pàgines, febrer de 2012[57]
- Superboy: The Boy of Steel – recopila històries d' Adventure Comics vol. 2 #0–3, 5–6, 144 pàgines, maig de 2011, ISBN 978-1401227739[58]
- Blackest Night: Tales of the Corps – recopila històries d' Adventure Comics vol. 2 #4–5, 176 pàgines, agost de 2011, ISBN 978-1401228071[59]
- Blackest Night: Rise of the Black Lanterns – inclou història d' Adventure Comics vol. 2 #7, 256 pàgines, agost de 2011, ISBN 978-1401228064[60]
- Superman: Last Stand of New Krypton
  - Volum 1 – recopila històries d' Adventure Comics vol. 2 #8–9, 168 pàgines, novembre de 2010, ISBN 978-1401229320[61]
  - Volum 2 – recopila històries d' Adventure Comics vol. 2, #10–11, 128 pàgines, gener 2011, ISBN 978-1401230364[62]
- Superman: Nightwing and Flamebird Volum 2 – recopila històries d' Adventure Comics vol. 2 #8–10, 208 pàgines, octubre de 2011, ISBN 978-1401229405[63]
- Superboy and the Legion of Super-Heroes: The Early Years recopila Adventure Comics #515–520, Vol. 2 #12, 144 pàgines, maig de 2011, ISBN 978-1401231682[64]
- Legion of Super-Heroes Vol. 2: Consequences recopila Adventure Comics #521–522, 208 pàgines, setembre de 2011, ISBN 978-1401232382[65]
- Legion of Super-Heroes Vol. 3: When Evil Calls recopila Adventure Comics #523–529, 320 pàgines, abril de 2012, ISBN 978-1401233679[66]